# Morašice, Pardubice
Morašice là một làng thuộc huyện Pardubice, vùng Pardubický, Cộng hòa Séc.